# Museo del profumo di Milano
Il museo del profumo di Milano è nato a Milano nel 2004. Ha sede in via Messina, 55.

## Descrizione
Illustra un periodo di 200 anni della storia della profumeria italiana e mondiale.
Il museo del profumo raccoglie circa 2000 flaconi, opere d'arte, dipinti, stampe, calendarietti ed oggetti che riguardano la profumeria antica e moderna.
Il museo può vantare esemplari originali creati da Salvador Dalí, René Lalique, Carlo Scarpa, Fulvio Bianconi, Julien Viard e numerosi altri artisti.